# Sukovo
Sukovo (Servisch cyrillisch Суково) is een plaats in de Servische gemeente Pirot. De plaats telt 728 inwoners (2002).